# Isopterygium tenerum
Isopterygium tenerum là một loài Rêu trong họ Hypnaceae. Loài này được (Sw.) Mitt. mô tả khoa học đầu tiên năm 1869.